# Thomas Jolmès

a Compétitions nationales et continentales officielles uniquement.

b Matchs officiels uniquement.
Dernière mise à jour le 14 décembre 2022.
Thomas Jolmes, né le 8 octobre 1995 à Échirolles (Isère), est un joueur international français de rugby à XV qui joue au poste de deuxième ligne à la Section paloise, en Top 14, depuis la saison 2024-2025.

## Biographie

### Jeunesse et formation
Thomas Jolmes naît le 8 octobre 1995 à Échirolles. Il est de fils de Franz Jolmès, ancien deuxième ligne du FC Grenoble et de Anne Brouzet, ancienne joueuse de rugby des Amazones de Grenoble, et le neveu d'Olivier Brouzet l'un des symboles des Mammouths de Grenoble. Il est également le petit-fils d'Yves Brouzet, détenteur du record de France du lancer du poids de 1973 à 2007. Il commence le rugby au RC Seyssins en 2005, à l'âge de 10 ans, avant de continuer au FC Grenoble à partir de 2009, en moins de 15 ans première année,,. Il passe aussi deux ans au Pôle Régional des Alpes. Pour la saison 2014-2015, il est sélectionné par la Fédération Française de Rugby pour faire part du pôle France de Marcoussis.
Thomas Jolmes a connu plusieurs sélections internationales dans les équipes de France de jeunes. D'abord avec l'équipe de France des moins de 17 ans. Il est ensuite sélectionné pour participer à une rencontre amicale face au Portugal en janvier 2013, avec l'équipe de France des moins de 18 ans. Puis, il est convoqué pour le Championnat d'Europe des moins de 18 ans en 2013,. L'année suivante il est convoqué avec l'équipe de France des moins de 20 ans en novembre 2014, cependant il ne joue aucun match avec celle-ci.
Il est ensuite sélectionné avec l'équipe de France universitaire en 2016. Il participe notamment à une rencontre face à l'équipe d'Angleterre universitaire en avril 2016, dans laquelle il inscrit un essai et que la France remporte sur le score de 30 à 27.

### Débuts professionnels à Grenoble (2015-2017)
Il dispute son premier match en professionnel en Top 14 avec Grenoble, le 30 avril 2016, à l'âge de 20 ans, face à Montpellier. Durant sa première saison, il ne joue que cinq matchs, tous en tant que titulaire en Top 14. La saison suivante, il ne joue pas beaucoup plus et ne participe qu'à huit rencontres de championnat et quatre de Challenge européen, durant lesquels le FC Grenoble ne faisait jouer quasiment que des espoirs.
En manque de temps de jeu avec le FC Grenoble et sentant qu'il n'aurait pas sa chance avec celui-ci, il choisit de quitter son club formateur, deux ans après ses débuts. Il n'y aura joué que dix-sept matchs sans marquer de points.

### Progression au Stade rochelais (2017-2020)
Thomas Jolmes est contacté par Patrice Collazo, alors entraîneur du Stade rochelais, qui souhaite le faire rejoindre son équipe. En mars 2017, il accepte cette proposition et rejoint ensuite le Stade rochelais pour la saison 2017-2018. Il va alors gagner du temps de jeu avec son nouveau club et progresse rapidement. Lors de sa deuxième saison, il est un élément important de l'équipe rochelaise et dispute 26 matchs toutes compétitions confondues, dont dix-neuf en tant que titulaire,. Cette saison, le Stade rochelais atteint la finale du Challenge européen et rencontre l'ASM Clermont en finale. Thomas Jolmès débute la finale sur le banc des remplaçants et entre en jeu à la place de Mathieu Tanguy à la 62e minute. Le Stade rochelais s'incline finalement 36 à 16. Ses très bonnes performances durant cette saison lui ont permis d'être appelé avec les Barbarians français en novembre 2018. Il est titularisé pour affronter les Tonga au stade Chaban-Delmas de Bordeaux. Les Baa-Baas s'inclinent 38 à 49.
La saison 2019-2020 est plus compliquée pour lui. En effet, le nouveau staff et le nouvel entraîneur, Jono Gibbes, ne comptent pas sur lui. Son temps de jeu se réduit alors considérablement. Durant sa dernière saison il ne joue que trois matchs. Dans ces conditions, il décide de quitter le club à l'intersaison.

### Départ raté à Toulon (2020-2021)
Patrice Collazo, son ancien entraîneur qui l'a fait progressé avec La Rochelle décide de le faire venir dans son nouveau club, à Toulon. En 2020, il rejoint le RC Toulon et signe un contrat de trois ans. Cependant il n'y joue que très peu, barré par la concurrence et n'y reste qu'une demi-saison sans réussir à convaincre. Il y joue douze matchs dont une seule titularisation et un seul essai. En mars 2016, le RC Toulon et Thomas Jolmès s'entendent pour mettre un terme anticipé à son contrat, et il quitte donc le club avec effet immédiat,.

### Retour au plus haut niveau à l'UBB et débuts en équipe de France (depuis 2021)
Après avoir rompu son contrat avec Toulon Thomas Jolmes rejoint ensuite l'Union Bordeaux Bègles en cours de saison, en même temps que Louis Picamoles, en tant que joker médical de Mahamadou Diaby et Marco Tauleigne. Il finit donc la saison 2020-2021 avec l'UBB en jouant huit matchs pour deux titularisations mais tarde à convaincre.
Ensuite, il réalise une très bonne entame de saison 2021-2022, et ses bonnes performances, lui permettant d'enchaîner les matchs et les titularisations. Début mars 2022, il est même appelé par le sélectionneur Fabien Galthié au sein d'un groupe de quarante-deux joueurs pour préparer le match face au Pays de Galles du Tournoi des Six Nations,, mais il se blesse trois jours plus tard lors d'un match de Top 14. Cette saison, il joue vingt-et-un matchs pour douze titularisation et retrouve son meilleur niveau. La fin de saison sera un peu plus compliquée et Christophe Urios, son entraîneur, décidera de se passer de lui pour les phases finales de Top 14. Malgré cette décision de son entraîneur, sa bonne saison est récompensée par Fabien Galthié, le sélectionneur de l'équipe de France qui décide de le convoquer pour la tournée d'été de l'équipe de France au Japon. Il est titulaire en deuxième ligne aux côtés de Thibaud Flament durant les deux matchs remportés par les Français,.
En début de saison 2022-2023, la concurrence au poste de deuxième ligne à l'UBB est importante. Kane Douglas, Jandré Marais, Cyril Cazeaux et Alban Roussel sont les concurrents de Jolmès. En octobre, il est de nouveau convoqué avec les Bleus, pour préparer la tournée d'automne 2022. Il remplace Florian Verhaeghe initialement appelé mais obligé de déclarer forfait à cause d'une blessure aux adducteurs,. Il ne joue cependant aucun match durant celle ci. Malgré la forte concurrence à son poste, il joue douze matchs durant la première partie de saison et prolonge son contrat le 13 décembre 2022, jusqu'en 2025. En janvier 2023, il est de nouveau appelé en équipe de France pour participer au Tournoi des Six Nations 2023,.

### Section paloise
En avil 2024, la Section Paloise annonce que Thomas Jolmes portera les couleurs sectionnistes pour la saison 2024-2025. Jolmes devra ainsi compenser le départ à la retraite de Sam Whitelock de la Section Paloise.

## Statistiques

### En club
| Saison                      | Club                        | Championnat | Championnat | Championnat | Coupe d'Europe     | Coupe d'Europe | Coupe d'Europe |
| Saison                      | Club                        | Compétition | Matchs      | Essais      | Compétition        | Matchs         | Essais         |
| --------------------------- | --------------------------- | ----------- | ----------- | ----------- | ------------------ | -------------- | -------------- |
| 2015-2016                   | FC Grenoble                 | Top 14      | 5           | -           | Challenge européen | -              | -              |
| 2016-2017                   | FC Grenoble                 | Top 14      | 8           | -           | Challenge européen | 4              | -              |
| Total FC Grenoble           | Total FC Grenoble           | Top 14      | 13          | 0           | Challenge européen | 4              | 0              |
| 2017-2018                   | Stade rochelais             | Top 14      | 8           | -           | Coupe d'Europe     | 2              | -              |
| 2018-2019                   | Stade rochelais             | Top 14      | 21          | -           | Coupe d'Europe     | 5              | -              |
| 2019-2020                   | Stade rochelais             | Top 14      | 2           | -           | Coupe d'Europe     | 1              | -              |
| Total Stade rochelais       | Total Stade rochelais       | Top 14      | 31          | 0           | Coupe d'Europe     | 8              | 0              |
| 2020-2021                   | RC Toulon                   | Top 14      | 12          | 1           | Coupe d'Europe     | -              | -              |
| Total RC Toulon             | Total RC Toulon             | Top 14      | 12          | 1           | Coupe d'Europe     | 0              | 0              |
| 2020-2021                   | Union Bordeaux Bègles       | Top 14      | 8           | -           | Coupe d'Europe     | 1              | -              |
| 2021-2022                   | Union Bordeaux Bègles       | Top 14      | 21          | -           | Coupe d'Europe     | 3              | -              |
| 2022-2023                   | Union Bordeaux Bègles       | Top 14      | 20          | -           | Champions Cup      | 2              | -              |
| 2023-2024                   | Union Bordeaux Bègles       | Top 14      | 9           | -           | Champions Cup      | 3              | -              |
| Total Union Bordeaux Bègles | Total Union Bordeaux Bègles | Top 14      | 58          | 0           | Coupes d'Europe    | 9              | 0              |
| 2024-2025                   | Section paloise             | Top 14      | 18          | 1           | Challenge européen | 2              | -              |
| Total Section paloise       | Total Section paloise       | Top 14      | 18          | 1           | Coupe d'Europe     | 2              | 0              |
| Total                       | Total                       | Top 14      | 132         | 2           | Coupes d'Europe    | 23             | 0              |

### Internationales
Au 14 août 2023, Thomas Jolmès compte deux sélections en équipe de France et n'a inscrit aucun points. Il connaît sa première sélection avec les Bleus le 2 juillet 2022 face au Japon, lors de la tournée d'été 2022 de la France.
| Année | Compétition | Matchs | Points | Essais |
| ----- | ----------- | ------ | ------ | ------ |
| 2022  | Test matchs | 2      | 0      | 0      |
| Total | Total       | 2      | 0      | 0      |

| Adversaire | Matchs joués | Victoires | Défaites | Nuls | Essais | Points | % de victoire |
| ---------- | ------------ | --------- | -------- | ---- | ------ | ------ | ------------- |
| Japon      | 2            | 2         | 0        | 0    | 0      | 0      | 100           |
| Total      | 2            | 2         | 0        | 0    | 0      | 0      | 100           |

## Palmarès
- Stade rochelais
  - Finaliste du Challenge européen en 2019